# Judy Chicago
Judy Chicago, właściwie Judy Cohen (ur. 20 lipca 1939 r. w Chicago, Illinois, USA) – amerykańska artystka feministyczna, pisarka i intelektualistka, jedna z pionierek i kluczowych postaci nurtu feministycznego w sztuce. Jej sztandarowa praca The Dinner Party (1979) uznawana jest za ikonę sztuki feministycznej i za jedno z najistotniejszych dzieł sztuki drugiej połowy XX w.

## Biografia i twórczość
Razem z Miriam Schapiro zapoczątkowały Artystyczny Program Feministyczny (Feminist Art Program) we Fresno State Collage (Kalifornia) (1970) oraz w California Institute of the Arts na przedmieściach Los Angeles (1971).

## Najważniejsze projekty

### The Dinner Party
Plan stworzenia The Dinner Party – pracy uznawanej za jedno z najwybitniejszych dzieł Judy Chicago – zrodził się na początku lat 70. Był to okres, w którym artystka zainteresowała się malowaniem na porcelanie – w The Dinner Party zamierzała wykorzystać techniki „rękodzielnicze” tradycyjnie stosowane przez kobiety (malowanie na porcelanie oraz szycie), by za ich pośrednictwem przedstawić role odgrywane przez kobiety w historii. Początkowo The Dinner Party miało stanowić feministyczną wersję Ostatniej Wieczerzy, do której zasiadłoby 13 kobiet (gości honorowych) – wybranych tak, aby ucieleśniać pozytywne i negatywne znaczenia związane z liczbą trzynaście (stanowiącą zarówno liczbę osób obecnych na Ostatniej Wieczerzy, jak i liczbę czarownic zbierających się w czasie sabatu). W trakcie przygotowań do stworzenia tej pracy Chicago natrafiła jednak na tak wiele kobiecych postaci historycznych, które uznała za warte uwzględnienia w swojej pracy, że zwiększyła tę liczbę do 39 (3 x 13). Postaci te umieściła przy trójkątnym stole o długości każdego z boków wynoszącej ponad 14 m (48 stóp). Forma trójkąta nie pozostaje bez znaczenia, gdyż stanowi on symbol kobiety, a także symbol Bogini. 

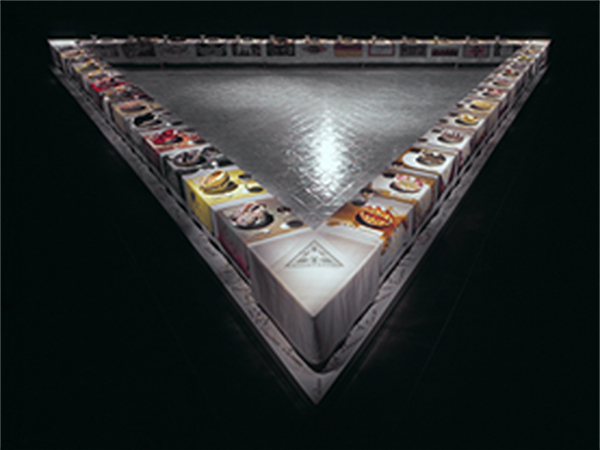
Judy Chicago - The Dinner Party

Zainstalowaniem pracy zaprojektowanej przez Chicago zajęła się ekipa prawie 400 ludzi. Całość pracy spoczywa na podłodze ułożonej z białych kafli z widniejącymi na nich imionami i nazwiskami dodatkowych 999 kobiecych postaci historycznych, aby zaznaczyć, że osiągnięcia tych trzydziestu dziewięciu zasiadających przy stole wyrosły na fundamentach wybudowanych przez inne kobiety. Wśród „zaproszonych” do stołu postaci kobiecych znajdują się m.in. amerykańska malarka Georgia O’Keeffe, egipska królowa Hatszepsut, brytyjska pisarka Virginia Woolf, indiańska przewodniczka i tłumaczka Sacajawea, czy amerykańska sufrażystka Susan B. Anthony. Na jednej z płytek jest też 
Polka Natalia Zand. Przy każdym z nakryć znajdujących się przy stole zostały ułożone identyczne sztućce i postawiony został identyczny puchar. Natomiast ogromne talerze oraz znajdujące się pod nimi serwety zostały zindywidualizowane tak, aby symbolizować najistotniejsze fakty i osiągnięcia z życia kobiet zaproszonych do stołu. Porcelanowe talerze zostały przyozdobione ręcznie wykonanymi wzorami, a serwety wykonane zostały przy użyciu rękodzielniczych technik szycia, haftu, szydełkowania, itd. Każde nakrycie pozwala odbiorcy na dostrzeżenie wagi zapomnianych szczegółów z historii kobiet.